# Золоте руно
Золоте́ ру́но (дав.-гр. χρυσόμαλλον δέρας) — міфічне руно чудесного золотого барана, на якому Фрікс та Гелла тікали від мачухи Іно. Руно зберігалося в Колхіді, звідки його викрав герой Ясон.

## У міфах

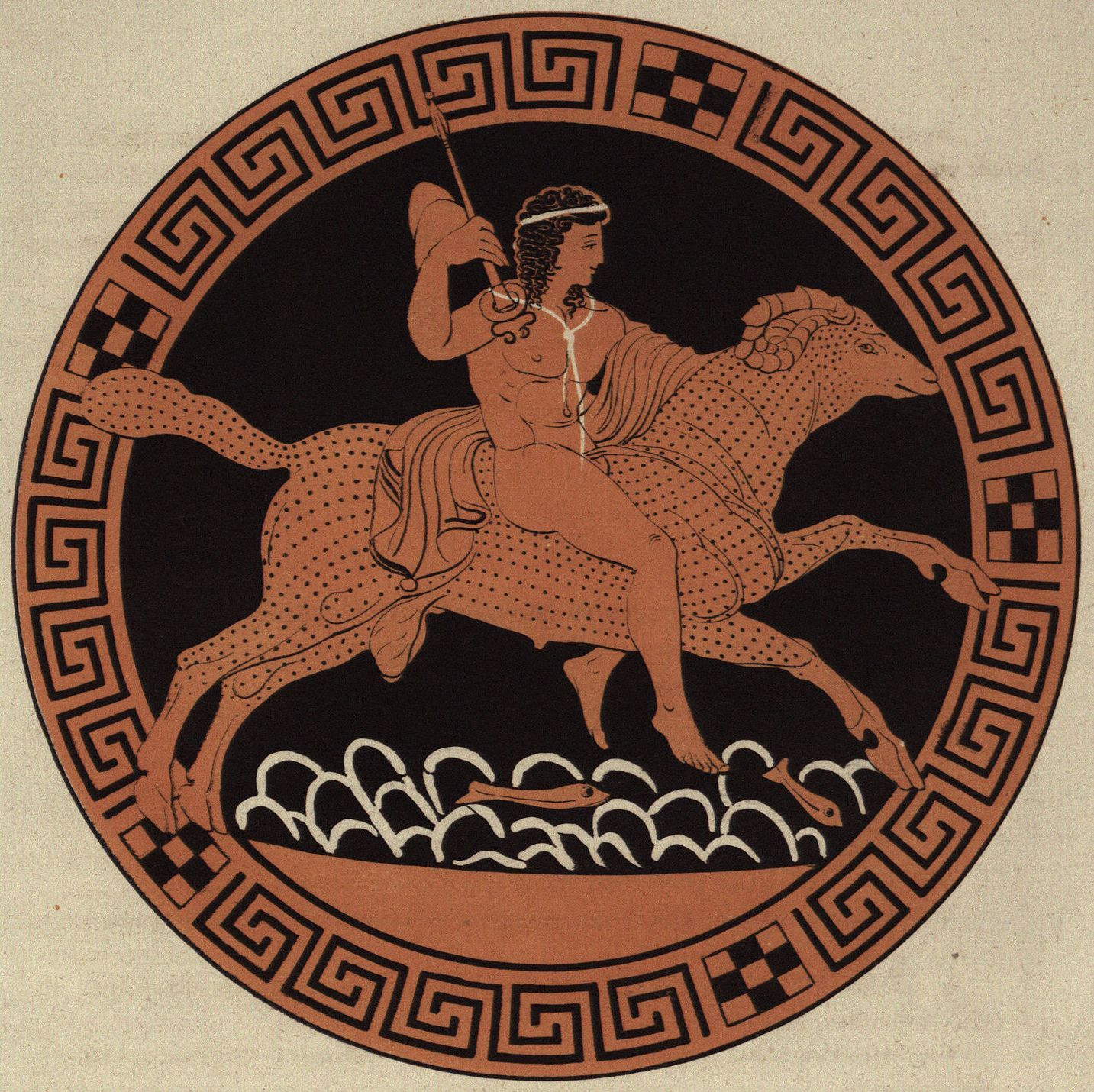
Фрікс на золоторунному барані, репродукція з етруської червонофігурної вази

Золоте руно мав крилатий баран Хрисмаллос, народжений дочкою героя Бізальта Теофанією від Посейдона. Щоб сховати Теофанію від численних залицяльників, Посейдон перетворив її на вівцю, а сам став бараном.
Німфа хмар Нефела потім послала Хрисмаллоса, щоби врятувати своїх дітей Геллу і Фрікса від принесення в жертву мачухою Іно. Щоб позбутися Гелли та Фрікса, Іно отруїла зерно в царстві свого чоловіка Атаманта, та збрехала йому, що лиху можна зарадити, принісши дітей у жертву. Баран переніс Фрікса з Беотії до Колхіди, але Гелла під час польоту впала в море та потонула. Це місце стало відоме як Геллеспонт (дослівно «море Гелли»). Прибувши в Колхіду, Фрікс приніс Хрисмаллоса в жертву як подяку за порятунок. За іншою версією баран віддав йому своє руно, після чого піднісся на небо, ставши сузір'ям Овна. Золоте руно Фрікс передав Еету, а той сховав руно в священному гаю, присвяченому Аресу. Руно охороняв дракон (змій), який ніколи не спав.
Пізніше герой Ясон прибув у Колхіду в пошуках золотого руна, яке вимагав Пелій в обмін на поступку владою. Еет погодився віддати руно, якщо Ясон зуміє приборкати вогнедишного бика, зорати ним поле і засіяти його зубами дракона. Хоча Ясон виконав усі завдання при допомозі дочки Еета, чаклунки Медеї, цар відмовився дати руно. Тоді Медея, закохана в Ясона, приспала дракона, герой з товаришами викрали золоте руно та втекли з Колхіди. Пелій не дотримався обіцянки й не став поступатися владою. Медея підмовила його дочок, що коли вони зварять і з'їдять батька, то отримають вічну молодість. Повіривши їй, дочки вбили Пелія, проте Ясон відмовився від трону та заповів його синові Пелія — Акасту.

## Трактування образу
Макс Мюллер вбачав у золотому руні метафору спокути та очищення. Пітер Вільгельм Форхгаммер вважав, що золоте руно — це метафора дощових хмар, які прибували до Греції зі сходу. Вільгельм Маннхардт трактував його як метафору сонячного сяйва, тоді як Альберт Файст — зерна. Жанет Рут Бекон пояснювала образ руна як символ багатства, що надходило від торгівлі з Колхідою.

Аргонавти отримують Золоте руно в процесі добування золота з річок Колхіди — за Георгіусом Агріколою, «De Re Metallica», 1556 р.

Видобуток золотоносного піску гірських річок методом вловлювання його в проолієній вовні баранячих шкур був відомий з II-го тис. до РХ і зберігся у Сванетії до початку XX ст. «Золотоносною Колхідою» називали ці місця Страбон та Пліній. Опис давньої технології вловлювання золота з гірських потоків за допомогою корит і шкур зустрічається у працях ряду авторів — Страбона, Плінія, грецького історика II ст. Аппіана, інших. Останній у своїй 12-й книзі про Мітрідатові війни пише: «Дрібні частинки золота несуть багато річок Кавказу, і місцеві жителі розстелюють баранячі шкури глибоко по дну річки, збирають на них золотий пісок. Такою і була золоторунна шкура Еета». Цей спосіб добування золота описано зокрема Георгіусом Агріколою в його відомому творі «De Re Metallica» («Про гірництво та металургію», 1556 р.). Деякі дослідники, однак, вважають, що повідомлення Страбона про видобуток золота за допомогою вовни є лише спробою пояснити появу легенди про золоте руно.